# 1150
سنة 1150 كانت سنة بسيطة تبدأ يوم الأحد (الرابط يظهر نموذج التقويم الكامل للسنة) من التقويم اليولياني.

## أحداث
كانت الحملة الصليبية الثانية مستمرة في عام 1150 وضمن احداثها انسحاب الصليبيون من دمشق بعد حصار فاشل بدء سنة 1148
وفاة الملكة ميليساند ملكة القدس
فشل الحملة الثانية التي انتهت هذه السنة مما زاد قوة المسلمين بقيادة نور الدين زنكي الذي بدء يوسع نفوذه في الشام
سيطرة المسلمين من الدولة المرابطية ثم الموحدين على أجزاء واسعة من الاندلس
معركة انتيأوخ
حصار توروسا
غارة البرر على صقلية

## مواليد
- فخر الدين الرازي

## وفيات
- جابر بن أفلح